# Octopodidae
Octopodidae A. d'Orbigny, 1839 è una famiglia di molluschi cefalopodi appartenente all'ordine degli Octopoda.

## Tassonomia
La famiglia comprende i seguenti generi:
- Abdopus Norman & Finn, 2001
- Ameloctopus Norman, 1992
- Amphioctopus P. Fischer, 1882
- Callistoctopus Taki, 1964
- Cistopus Gray, 1849
- Euaxoctopus G.L. Voss, 1971
- Galeoctopus Norman, Boucher & Hochberg, 2004
- Grimpella G.C. Robson, 1928
- Hapalochlaena G.C. Robson, 1929
- Histoctopus Norman, Boucher-Rodoni & Hochberg, 2009
- Lepidoctopus Haimovici & Sales, 2019
- Macrochlaena G.C. Robson, 1929
- Macroctopus G.C. Robson, 1928
- Macrotritopus Grimpe, 1922
- Octopus Cuvier, 1798
- Paroctopus Naef, 1923
- Pinnoctopus A. d'Orbigny, 1845
- Pteroctopus P. Fischer, 1882
- Robsonella Adam, 1938
- Scaeurgus Troschel, 1857
- Teretoctopus G.C. Robson, 1929
- Thaumoctopus Norman & Hochberg, 2005
- Wunderpus Hochberg, Norman & Finn, 2006